# Matti Hautamäki
Matti Antero Hautamäki (Oulu, Finlàndia 1981) és un saltador amb esquís finlandès, guanyador de quatre medalles olímpiques.

## Biografia
Va néixer el 14 de juliol de 1981 a la ciutat d'Oulu, població situada al centre de Finlàndia. És germà del també saltador Jussi Hautamäki.

## Carrera esportiva
Va participar en els Jocs Olímpics d'Hivern de 2002 realitzats a Salt Lake City (Estats Units), on aconseguí guanyar la medalla de plata en la prova per equips i la medalla de bronze en el salt individual del trampolí llarg. Així mateix fou sisè en la prova de salt curt. En els Jocs Olímpics d'Hivern de 2006 realitzats a Torí (Itàlia) aconseguí afegir al seu palmarès dues noves medalles de plata en les proves de salt individual curt i salt llarg per equips, a més de finalitzar cinquè en el salt individual llarg. En els Jocs Olímpics d'Hivern de 2010 realitzats a Vancouver (Canadà) finalitzà quart en la prova de salt llarg per equips i vint-i-sisè en el salt individual llarg.
Al llarg de la seva carrera ha guanyat quatre medalles en el Campionat del Món d'esquí nòrdic, destacant la medalla d'or obtinguda el 2003 amb l'equip finlandès. Així mateix ha guanyat 16 proves de la Copa del Món de l'especialitat i s'ha adjudicat dues vegades el Torneig Nòrdic de salt amb esquís (2002 i 2005, aconseguint la victòries en les quatre proves aquest últim any).